# (2494) Inge
(2494) Inge es un asteroide perteneciente al cinturón de asteroides, descubierto el 4 de junio de 1981 por Edward Bowell desde la Estación Anderson Mesa  (condado de Coconino, cerca de Flagstaff, Arizona, Estados Unidos).

## Designación y nombre
Designado provisionalmente como 1981 LF. Fue nombrado Inge en honor al geólogo y astrónomo estadounidense y amigo del descubridor Jay L. Inge.